# Государство Каприви
Государство Каприви (в народе — Каприви-Итенка) — сепаратистское государство на территории Намибии. В 1970-е годы, на волне национально-освободительной войны, сепаратисты провозгласили новое государство. Почти сразу были утверждены флаг и герб. После победы в войне Каприви, как и многие государства, вошло в состав Намибии.

## География

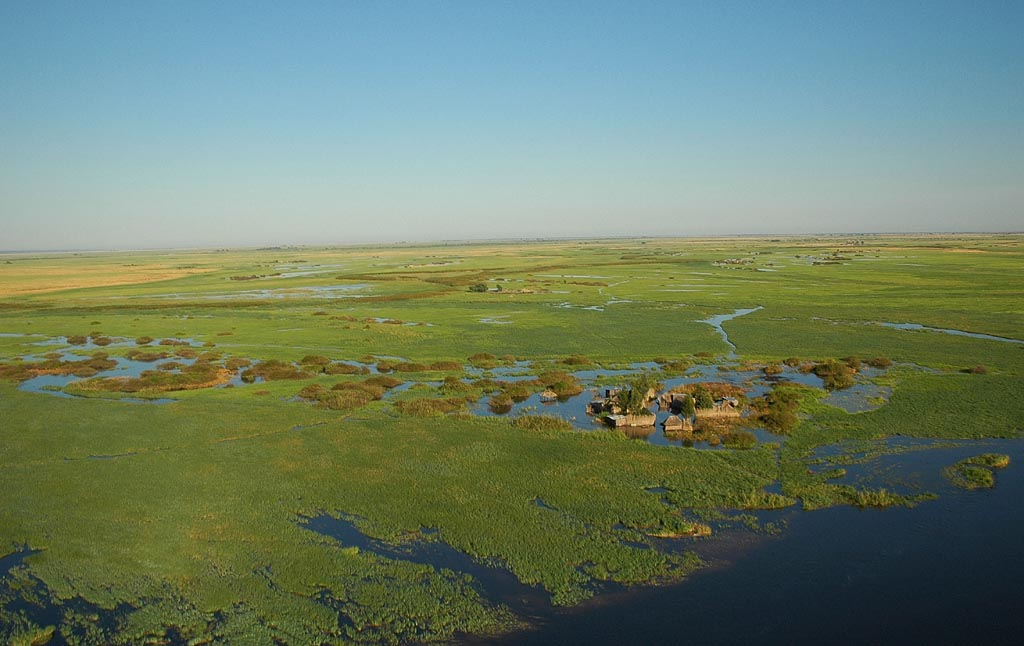
Деревня в полосе Каприви

Государство Каприви располагалось в Полосе Каприви на северо-востоке Намибии, где, в основном, проживает этническая группа лози. Люди, относящиеся к этой группе, имеют общий язык, историю, и часто чувствуют себя более связанными с людьми, проживающими в соседних странах: Замбии, Анголе и Ботсване.